# Wellington Olympic
El Wellington Olympic es un equipo de fútbol de la ciudad de Wellington, Nueva Zelanda. Actualmente se desempeña en la New Zealand National League máxima categoría del fútbol neozelandés.

## Historia
El club fue formado en 1953 por inmigrantes Griegos con el nombre Apollon AFC, y por esto son conocidos como los "griegos nuevos". El club cambió su nombre a Christian Youth FC (CYFC) en 1958, y se convirtió al nombre actual Wellington Olympic AFC en 1983.
Entraron a la Liga Central Division 2 en 1970, donde se quedaron hasta 1974 cuando descendieron a la Liga Central Division 3. Pasaron dos años en la tercera división hasta 1976, cuando ascendieron a la 2.ª división otra vez. El próximo año el CYFC ascendió a la primera división por primera vez en su historia. Estuvieron ahí hasta 1985, pero al año siguiente ascendieron a la primera como invictos. Consecuentemente, desde 1986 hasta 1993, finalizaron entre los primeros cuatro en la liga. En 1991 ganaron la liga por primera vez.
En 2009 ganaron su primera Copa Chatham con un marcador final de 2-1 contra Three Kings United.

## Palmarés
- Copa Chatham (1): 2009.
- Central Premier League (2): 2010 y 2016.